# 보이슬라브 브라요비치
보이슬라브 브라요비치(세르비아어: Војислав Брајовић, Vojislav Brajović, 1949년 5월 11일~)는 세르비아의 배우, 정치인이다.

## 출연 작품

### 영화
- 유 캐리 미 (2015년)
- 윌 낫 엔드 히어 (2008년)
- 순회공연 (2008년)
- 비극적인 풍자극 (1995년)
- 티토와 나 (1992년)
- 대만식 카드놀이 (1985년)
- 특별교육 (1977년) - 본인 역